# Consonante approssimante
Nella fonetica articolatoria, una consonante approssimante è una consonante, classificata secondo il proprio modo di articolazione. Essa viene chiamata anche semiconsonante o semivocale, in quanto si tratta di un fono che si trova al confine tra l'articolazione consonantica e quella vocalica.

## Il processo fonatorio
Una consonante approssimante è articolata mediante un restringimento di alcuni organi nella cavità orale (la bocca), dato dall'accostamento delle labbra o della lingua ai denti, agli alveoli o al palato.
Se immaginiamo di pronunciare vocali via via più alte, cioè nelle quali la lingua assuma una posizione via via più alta nella bocca, a un certo punto la distanza fra lingua e palato si riduce a tal punto che inizia a prodursi un rumore di frizione. Alzando ancora di più la lingua, infatti, arriveremo a produrre una consonante fricativa. Da questo punto di vista, l'articolazione dei suoni, siano essi vocali o consonanti, appare come un continuum nel quale è difficile trovare un confine netto che separi le prime dalle seconde. È intorno a questo confine che si collocano le consonanti approssimanti, prodotte con gli organi articolatori molto ravvicinati, ma non quanto per le fricative, cosicché al passaggio dell'aria non si produce quasi alcun rumore: i foni approssimanti, infatti, tendono a confondersi con le vocali.
Un esempio di consonante approssimante è il suono iniziale di "ieri" o di "uomo": si noti che entrambe queste parole sono bisillabiche, vale a dire che non sono considerate sillabe la prima i di "ieri" e la u di "uomo", cioè non sono vocali a pieno titolo.
Le consonanti approssimanti sono sempre sonore, cioè alla loro produzione si accompagna sempre la vibrazione delle corde vocali; esse inoltre sono consonanti continue, vale a dire prolungabili a piacere. A seconda del loro luogo di articolazione, si distinguono in labiodentali, alveolari, retroflesse, palatali e velari.

## Lista delle consonanti approssimanti
L'alfabeto fonetico internazionale distingue le seguenti consonanti approssimanti:
Approssimanti:
- [β̞] Approssimante bilabiale
- [ð̞] Approssimante dentale
- [ʋ] Approssimante labiodentale
- [ɹ] Approssimante alveolare
- [ɻ] Approssimante retroflessa
- [ɻ̊] Approssimante retroflessa sorda
- [j] Approssimante palatale
- [j̊] approssimante palatale sorda
- [ɰ] Approssimante velare

Laterali approssimanti:
- [l] Laterale alveolare
- [l̥] Laterale alveolare sorda
- [ɭ] Approssimante laterale retroflessa sorda
- [ʎ] Laterale palatale
- [ʎ̥] Laterale palatale sorda
- [ʟ] Approssimante velare laterale
- [ll] Laterale geminata

Coarticolazioni approssimanti
- [ʍ] Approssimante labiovelare sorda
- [w] Approssimante labiovelare sonora
- [ɫ] Laterale approssimante alveolare velarizzata
- [ɥ] Approssimante labiopalatale sonora

### Le approssimanti in italiano
In italiano, esistono due fonemi approssimanti centrali che corrispondono a quelli dell'esempio precedente: la palatale /j/ di "ieri" /ˈjɛri/ e la velare labiata (pronunciata cioè con le labbra arrotondate, come la vocale /u/) /w/ di "uomo" /ˈwɔmo/; esse derivano dalle vocali latine (brevi) ĕ ed ŏ, forse attraverso qualche passaggio intermedio come [eɛ] e [oɔ].
Questo fenomeno è comunemente chiamato dittongamento romanzo e compare anche, per esempio, in francese e spagnolo. Alcuni fonetisti (come Luciano Canepari) contestano però il termine "dittongamento", dato che il primo fono è da loro classificato come consonante e non come vocale.
Un gran numero di approssimanti italiane proviene poi dalla palatalizzazione dei nessi latini di "consonante più /l/" (plus →
/'pju/, clarus → chiaro /'kjaro/, flamma → /'fjamma/) oppure da parole dotte, che in latino avevano vocali vere e proprie (Marius → /'marjo/, medius → /ˈmɛdjo/).
I fonemi approssimanti laterali sono due:
- /l/, corrispondente alla lettera 'l', come in lama.
- /ʎ/, cioè il suono del gruppo 'gl', come in giglio.

Il suono /l/ si è conservato dal latino, mentre il suono /ʎ/, inesistente, è dovuto ad una mutazione dei suoni /j/ e /l/, come in lilium>giglio.

### Le approssimanti nelle altre lingue
Le approssimanti sono presenti variamente nelle altre lingue europee: oltre alle due citate sopra, pure presenti in lingua inglese, spagnola, tedesca e francese oltre all'italiano, troviamo anche in inglese l'alveolare [ɹ] per <r>, come in run "correre" [ɹʌn], e in francese la labiopalatale [ɥ] come in lui "lui" [lɥi].

## Caratteristiche fisiche
In fonetica acustica, la rappresentazione nel sonagramma delle approssimanti testimonia della loro incerta classificazione, al confine tra vocali e consonanti. La loro onda sonora è simile a quella delle vocali, ma più debole, breve, e senza fasi stazionarie. Le occasionali manifestazioni sorde presentano caratteristiche simili a quelle delle fricative.

## La percezione
Nella fonetica uditiva, che studia il modo in cui l'orecchio percepisce e categorizza i suoni, si è osservato che il riconoscimento di una approssimante avviene allo stesso modo di quello di una consonante laterale: la percezione si basa sulla struttura formantica della consonante, ma anche sulla direzione e velocità delle transizioni con le vocali adiacenti.